# 清国海軍艦艇一覧
清国海軍艦艇一覧（しんこくかいぐんかんていいちらん）は、清国海軍が過去保有した未完成・計画中止を含めた歴代艦艇一覧である。
凡例

## 艦艇一覧（近代海軍以前）

### フリゲート
機走
- 江蘇（Chiangtzu） - 1863年、??門[1]

- 海安級（中国語版） - 2隻
  - 海安（中国語版、英語版） (Hai 'an) - 前名は「鎮海」（Chen Hai）。1872年完成、21cm×2門、15cm×4門、12cm×20門、江南製造局
  - 馭遠（中国語版、英語版） (Yu Yuen) - 1873年完成、21cm×2門、15cm×4門、12cm×20門、江南製造局

### スループ

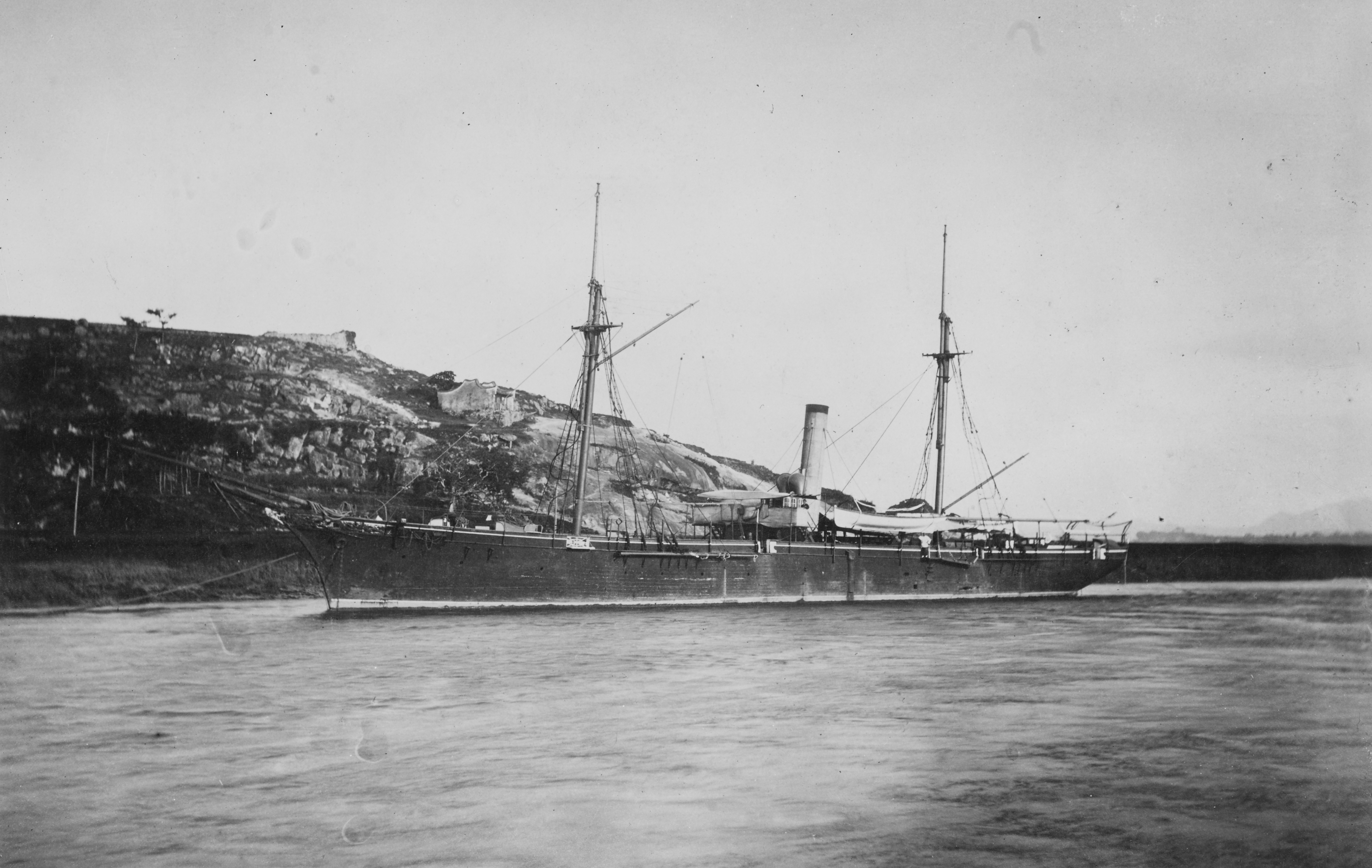
写真は「伏波」

- 万年清（Wan Nien Ch'ing） - 1869年、福州船政局、木造船、3門

- 伏波級 - 7隻

伏波（Fu Po） - 同治10年2月(1871年)、福州船政局、木造船、5門
安瀾（An Lan） - 同治11年11月(1872年)、福州船政局、木造船、5門
飛雲（Fei Yuan） - 同治11年9月(1872年)、福州船政局、木造船、5門
済安（Chi An） - 同治13年3月(1874年)、福州船政局、木造船、5門
元凱（Yuan Kai） - 光緒元年8月(1875年)、福州船政局、木造船、5門
登瀛洲（Teng Ying Chen） - 1876年、福州船政局、木造船、5門
泰安（T'ai An） - 光緒3年3月(1877年)、福州船政局、木造船、5門
- 揚武（Yang Wu） - 同治11年11月(1872年)、福州船政局、木造船、13門

- 威遠級 - 4隻

威遠（Wei Yuen） - 光緒3年8月(1877年)、福州船政局、鉄筋木造殻船、7門
超武（Chao Wu） - 光緒4年8月(1878年)、福州船政局、鉄筋木造殻船、7門
康済（Kang Chi） - 1879年、福州船政局、木造船、7門
（Teng Ch'ing） - ??年、7門

### 砲艦
- （Tien Tsiw） - 1863年、5門
- 広東級 - 2隻

広東（Kwang Tung） - 1868年、イギリス・レヤード、3門
山東（Shang Tung） - 1863年、3門
- 湄雲級 - 2隻

湄雲（Mei Yuan） - 同治8年8月(1869年)、福州船政局、木造船、3門
福星（Fu Hsing） - 同治9年9月(1870年)、福州船政局、木造船、3門
- 蓬州海（Peng Chao Hai） - 1869年、4門
- 鎮海級 - 3隻

鎮海（Chen Hai） - 1867年、フランス製、4門
澄清（Cheng Qing） - 1867年、フランス製、4門
綏靖（Sui Ching） - 1867年、フランス製、4門
- 藝新（I hsin） - 1870年、福州船政局、木造船、5門
- 鎮海級 - 2隻

鎮海（Chen Hai） - 1871年、福州船政局、木造船、6門
振威（Chen Wei） - 1872年、福州船政局、木造船、6門
- 靖遠（Ching Yuan） - 1872年、福州船政局、木造船、4門
- 操江（Ts'ao Chiang） - 1870年完成、江南製造局、木造船、16cm×4門
- 測海（Ts'e-hai） - 1869年完成、江南製造局、木造船、12cm×15門
- 威靖（Wei Ching） - 1870年完成、江南製造局、木造船、

- 建勝級 - 2隻

建勝（Chien Sheng） - 1875年、アメリカ製、1門
福勝（Fu Sheng） - 1875年、アメリカ製、1門
- 金甌（Chin Ou） - 1874年～1875年に完成、江南製造局、1門

- Alpha級 - 2隻

龍驤（Alpha） - 1876年、イギリス・アームストロング、3門
虎威（Beta） - 1876年、イギリス・アームストロング、3門
- Gamma級 - 2隻

飛霆（Gamma） - 1876年、イギリス・アームストロング、3門
策電（Delta） - 1876年、イギリス・アームストロング、3門
- Epsilon級 - 4隻

鎮東（Chen Tung） - 1879年、イギリス・アームストロング、3門
鎮西（Chen Hsi） - 1879年、イギリス・アームストロング、3門
鎮南（Chen Nan） - 1879年、イギリス・アームストロング、3門
鎮北（Chen Pei） - 1879年、イギリス・アームストロング、3門
- Iota級 - 3隻

鎮中（Chen Chung） - 1880年、イギリス・アームストロング、3門
鎮辺（Chien Pien） - 1880年、イギリス・アームストロング、3門
海鏡清（Hoi Ching Ching） - 1880年、イギリス・アームストロング、3門
- 海東雄（Hoi Tung Hung） - 1880年、黄埔造船所、3門

## 艦艇一覧（近代海軍）

### 主力艦

#### 戦艦
草創期の戦艦
- 定遠級 - 2隻
  - 定遠（Ting Yuen）
  - 鎮遠（Chen Yuan）

### 水上戦闘艦

#### 巡洋艦

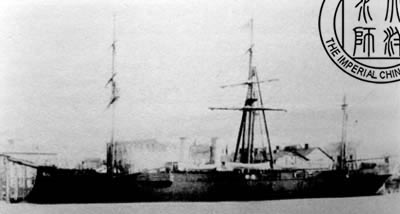
写真は「南琛」。

草創期の巡洋艦
- 開済級 - 3隻

開済（Kai Che） - 1883年、福州船政局、木造船、8門
鏡清（King Ch'ing） - 1885年、福州船政局、木造船、10門
寰泰（Huan T'ai） - 1886年、福州船政局、木造船、7門
- 南琛級 - 2隻

南琛（Nan Thin）- 1884年、ドイツ製
南瑞（Nan Shuin）-1884年、ドイツ製
- 通済級 - 2隻

福安（Fu An）- 1897年、福州船政局
通済（Tung Chi）- 1894年、福州船政局
- 保民（Pao Min） - 1隻、1885年完成。江南製造局

防護巡洋艦
- 超勇級 - 2隻

超勇（Chao Yung） - 光緒5年(1879年)、イギリス・アームストロング造船所
揚威（Yang Wei） - 光緒5年(1879年)、イギリス・アームストロング造船所
- 済遠（Chi Yuan） - 1隻

済遠（Chi Yuan）（日本海軍にSai En） - (1885年)、ドイツ・フルカン造船所
- 致遠級 - 2隻

致遠（Chih Yuan） - 光緒12年(1886年)、イギリス製
靖遠（Ching Yuan） - 光緒12年(1886年)、イギリス製
- 広乙級 - 2隻

広乙（Kuang Yi） - 光緒16年10月(1890年)、福州船政局、鋼筋鋼殻艦
広丙（Kuang P'ing） - 光緒17年10月(1891年)、福州船政局、鋼筋鋼殻艦
広丁（Kwang Ting） - 1893年、福州船政局、鋼筋鋼殻艦
- 海天級(4300トン) - 2隻

海天（Hai Tien） - 光緒22年(1896年)(就役:光緒24年)、イギリス・アームストロング造船所
海圻（Hai-Chi） - 光緒22年(1896年)(就役:光緒24年)、イギリス・アームストロング造船所
- 海容級(2950トン) - 3隻

海容（Hai-Yung） - 光緒22年(1896年)、ドイツ・フルカン造船所
海籌（Hai-Shew） - 光緒22年(1896年)、ドイツ・フルカン造船所
海琛（Hai-Shen） - 光緒22年(1896年)、ドイツ・フルカン造船所
- 肇和級(2500～2750トン) - 2隻

肇和（Chao Ho） - 光緒32年(1906年)、イギリス・アームストロング造船所
應瑞（Ying Swei） - 光緒32年(1906年)、イギリス・ヴィッカーズ造船所
偵察巡洋艦・通報艦
- 広甲（Kuang Chia） - 1隻

水雷砲艦
- 飛艇（Fei Ting） - 光緒元年(1875年)、イギリス・アームストロング造船所[要出典]

- 広庚級 - 1隻（+3隻）

広庚 -
広辛 ※ 建造中止
広壬 ※ 建造中止
広癸 ※ 建造中止
- 飛霆（Fei Ting） - 1894年、イギリス・J・S・ホワイト・コーズ造船所

- 飛鷹（Fei-Ying）- 1895年、ドイツ・フルカン造船所

- 建威級 - 2隻、1902年

建威（Jiang wei）
建安（Jiang an）
装甲巡洋艦
- 経遠級 - 2隻

経遠（King Yuan） - 光緒12年(1886年)、ドイツ製
来遠（Lai Yuan） - 光緒12年(1886年)、ドイツ製
- 平遠（Ping Yuen） - 光緒15年4月(1889年)、福州船政局、鋼甲鋼殻艦

#### 駆逐艦
WW I以前の駆逐艦
- 海龍級 - 4隻、ドイツ・シーヒャウ造船所

海華（Hai Hola）、海龍（Hai Lung）、海犀（Hai Nju）、海青（Hai Ying）
- 龍湍 - オーストリア＝ハンガリー・トリエステ技術工場（ドイツ語版）

- 建康級 - 3隻、ドイツ・シーヒャウ造船所

建康（Chien Kang）
豫章（Yu Chang）
同安（Tung An）

### 哨戒艦艇

#### 哨戒・警備艦艇
砲艦
- Fei-Ting級 - 5隻

（Fei-Ting）、海長清（Hai-Chang-Ching）、（Ho-Wei）、（Lung-Shan）、（Tche-Tien）
- （So-do） - 1隻

- 江元級[4] - 4隻

江元（Chiang-Yuan）、江亨（Chiang-Hung）、江利（Chiang-Li）、江貞（Chiang-Chen）
- 楚泰級[4] - 6隻 ※ 河川砲艦

楚泰（Chu-Tai）、楚同（Chu-Tung）、楚予（Chu-Yu）、楚謙（Chu-Chien）、楚有（Chu-Yiu）、楚観（Chu-Kuan）、
- 甘泉（Kuan-Chuan） - 1隻

- 安豊（An-Feng） - 1隻

- 聯鯨（Lien-Ching） - 1隻

水雷艇
- 『Vulcan』型 - 2隻[5] ※ 一等水雷艇

乾1、乾2
- 『Vulcan』型 - 3隻[6] ※ 一等水雷艇

雷龍、雷虎、雷中"
- 『Schichau』型 - 8隻

雷乾、雷坤、雷離、雷坎、雷震、雷良、雷巽、雷兌
- 『Vulcan』型 - 4隻[7] ※ 二等水雷艇

定遠1、定遠2、鎮遠1、鎮遠2
- 『Vulcan』型 - 5隻[8] ※ 三等水雷艇

左隊2、左隊3、右隊1、右隊2、右隊3
- 福龍（Fu Lung） - 1隻 ※ 一等水雷艇

- 左隊1号（Tso I） - 1隻、イギリス・ヤーロー ※ 一等水雷艇

- 『Schichau』型 - 2隻

張（Chang）、列（Lieh）、
- 『Vulcan』型 - 2隻

辰（Chen）、宿（Su）
- 『Normand』型[4] - 4隻

湖鵬（Hu-Peng）、湖鶚（Hu-Ngo）、湖鷹（Hu-Ying）、湖隼（Hu-Chung）、